# Pendule balistique

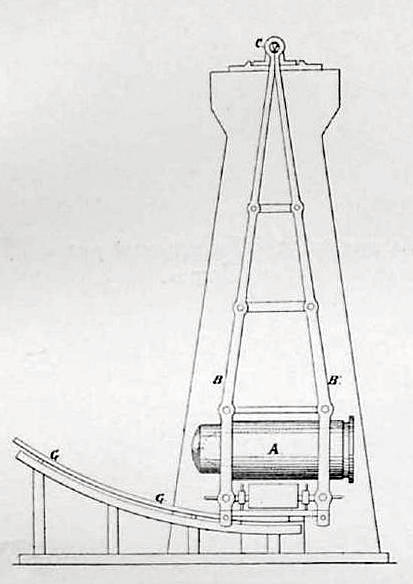
Pendule balistique (1911)

Le pendule balistique, mis au point en 1742 par Benjamin Robins, est un dispositif de mesure de la vitesse d'un projectile à partir de l'effet de son impact sur un pendule pesant en supposant le choc parfaitement inélastique donc que le projectile demeurera dans le pendule. L'étude du mouvement du pendule à la suite de l'impact permet, grâce à la loi de conservation de la quantité de mouvement et indépendamment des déformations, de déterminer la percussion mécanique du projectile et sa vitesse. 
À présent cette mesure est effectuée grâce à un chronographe balistique ou à un radar de mesure balistique. Pour la mesure des autres mouvements la chronophotographie a remplacé le pendule balistique.

## Théorie

### Modèle dupendule simple

Pendule balistique. Le projectile percute le pendule pesant puis se lie à lui. L'ensemble remonte sous l'effet du choc. La mesure de la hauteur de montée du pendule permet de déterminer la vitesse du projectile.

Soit un projectile de masse m, animé d'une vitesse V. Il est envoyé dans le barycentre d'un bloc homogène de masse M beaucoup plus grande que m, où il reste captif. Le bloc est suspendu par deux tiges rigides de même longueur L et de masses négligeables. Après le choc le bloc se met à osciller. Quand il atteint son amplitude maximum, sa vitesse s'annule et la variation de hauteur de son centre de masse est H. 
On peut montrer, en utilisant la conservation de l'énergie et celle de la quantité de mouvement, que
{\displaystyle V=(1+{\frac {M}{m}}){\sqrt {2gH}}}

### Modèle du pendule pesant composé
Soit un pendule pesant composé oscillant autour de O, G son centre de gravité, l la longueur de son pendule simple synchrone. Sur la droite OG (OG = a), verticale au repos, plaçons O', tel que {\displaystyle OO'=l=a+{\frac {J}{ma}}\,}
Ce point O' s'appelle le *centre de percussion (relatif à O).
Soit une percussion horizontale, Pe, appliquée en O' : le moment de cette percussion en O est :
{\displaystyle A=l\,P_{e}\,}
De ce fait, le pendule prend une vitesse initiale telle que {\displaystyle J{\dot {\theta _{0}}}=A} ce qui correspond à une énergie cinétique initiale {\displaystyle {\frac {A^{2}}{2J}}}, qui sera entièrement convertie en énergie potentielle, quand le pendule s'arrêtera à la hauteur {\displaystyle H=a\,(1-\cos \theta _{max})}, telle que {\displaystyle {\frac {A^{2}}{2J}}=mgH}. On peut alors en déduire la valeur de Pe et indirectement la vitesse du projectile.
Le choix du point O' provient du fait qu'il n'existe aucune réaction de percussion en O, qui peut très bien être la crête du couteau de suspension du pendule : le pendule ne glissera absolument pas sur son plan de repos (à l'époque réalisé en agate).
Application : les balles de mousquet étaient tirées dans un sac de sable placé dans une encoche faite en O' ; le pendule était suffisamment lourd pour négliger la masse de la balle (sinon, il est facile d'adapter la correction). On en déduisait la quantité de mouvement de la balle, donc sa vitesse.

## Remarque
Le mouvement du pendule est éventuellement de grande amplitude ; on enregistrait au cours du temps le déplacement du pendule et évidemment on se heurtait au problème de l'inversion du sn(t) de Jacobi, qui ne fut résolu que vers 1830.

## Note historique
Le père Mersenne posa la question des centres de percussion au jeune Huygens, non pas pour ce problème, mais pour un problème de maniement d'arme : lorsqu'une épée reçoit une percussion Pe au centre de percussion O' de la poignée O, alors on ne ressent aucune percussion de réaction en O. Il est donc important de situer O' sur la lame de l'épée.

## Autre source d'information
- « Pendule balistique », sur free.fr via Wikiwix (consulté le 3 avril 2024)